# 京都市立桃山南小学校
京都市立桃山南小学校（きょうとしりつ ももやまみなみしょうがっこう）は、京都府京都市伏見区桃山町大島にある公立小学校。

## 沿革
- 1979年（昭和54年）4月1日 - 開校[1]。

## 卒業後の進路
卒業後は基本的に京都市立桃山中学校に進学する。

## 通学区域が隣接している学校
- 京都市立桃山東小学校
- 京都市立桃山小学校
- 京都市立向島小学校
- 宇治市立岡屋小学校
- 宇治市立木幡小学校